# Гранд-Терр (Гваделупа)
Гранд-Терр — острів у  Карибському морі,  Атлантичного океану, в центральній частині архіпелагу Малі Антильські острови.

## Географія

Острів Гранд-Терр

Заморський департамент Франції у Вест-Індії — Гваделупа складається з двох головних, приблизно рівних за площею островів, розділених вузькою протокою. 
Західна частина — острів Бас-Терр, в перекладі з французької означає «низька земля». Проте всупереч цій назві Бас-Терр гористий, базується на вулканічних породах; на ньому розташований діючий вулкан Суфрієр (1467 м) — найвища точка Малих Антильських островів. Гранд-Терр є, навпаки, плато, висотою лише до 130 м, базується на вапняках і вулканічних туфах. Береги Гранд-Терр оточені кораловими рифами. Поверхня острова покрита горбами. На Гранд-Терр зустрічаються пляжі з піском білого, золотистого та чорного кольору.
Гранд-Тер відділений вузькою перемичкою від острова Бас-Терр. Гранд-Терр має площу 586,68 км².
За переписом 2006 року населення острова становило 197 603 жителів.
Густота населення становить 337 чол/км².